# Babiana nervosa
Babiana nervosa és una espècie de planta amb flors del gènere Babiana dins la família de les iridàcies (Iridaceae).

## Descripció
És una planta herbàcia perenne, caducifòlia i vivaç, un geòfit amb corm arrodonit de fins a 2,5 cm de diàmetre. La planta pot atènyer els 40 cm d'altura. Les fulles són entre linears i lanceolades, peciolades, erectes, pubescents i disposades en forma de vano. Les flors són actinomorfes, fragants i tenen sis tèpals que poden ser de colors variats com ara malva, porpra, violeta, rosades o groguenques, de vegades amb zones o marques d'un altre color als tèpals inferiors. A l'androceu, els estams tenen anteres amb forma de punta de fletxa, de color fosc, entre blau i negre. Al gineceu l'ovari és pubescent i l'estil es bifurca a nivell de les anteres. La floració és a la primavera i dura unes tres setmanes.

## Taxonomia
Aquest tàxon havia estat conegut fins al 2014 com a Babiana stricta, aquell any, els botànics Peter Goldblatt i John Charles Manning van establir a la revista Bothalia que aquest nom havia de ser canviat pel de Babiana nervosa, atès que el primer nom que va tenir a l'espècie fou Gladiolus nervosus, donat pel naturalista francès Jean-Baptiste Lamarck (1744-1829) i publicat l'any 1788 a l'Encyclopedie Methodique. Botanique.

### Sinònims
Els següents noms científics són sinònims de Babiana nervosa:
- Sinònims homotípics

- Gladiolus nervosus Lam.

- Sinònims heterotípics

- Babiana caesia Eckl.
- Babiana erectifolia G.J.Lewis
- Babiana flavocaesia Eckl.
- Babiana stricta (Aiton) Ker Gawl.
- Babiana stricta var. erectifolia G.J.Lewis
- Gladiolus ringens Thunb.
- Gladiolus strictus Aiton
- Gladiolus villosus Vahl
- Ixia scillaris Mill.